# Andrena cymatilis
Andrena cymatilis là một loài Hymenoptera trong họ Andrenidae. Loài này được LaBerge mô tả khoa học năm 1987.